# Agave lechuguilla
Espèce
Agave lechuguilla est une espèce de plantes à fleurs de la famille des Asparagaceae. C'est une agave originaire du sud du Texas, aux États-Unis, en Amérique du Nord.

## Description
C'est un petit agave vert vif. Il a un tronc.

## Usages
On en fait une boisson spiritueuse, la raicilla.

## Liste des formes
Selon Tropicos (11 juin 2013) (Attention liste brute contenant possiblement des synonymes) :
- forme Agave lechuguilla fo. glomeruliflora (Engelm.) Trel.
- forme Agave lechuguilla fo. lechuguilla

### Sous le nomAgave lechuguilla
- (en) Catalogue of Life : Agave lechuguilla Torr. (consulté le 11 juin 2013)
- (en) Flora of North America : Agave lechuguilla  (consulté le 11 juin 2013)
- (en) GRIN : espèce Agave lechuguilla  Torr. (consulté le 11 juin 2013)
- (fr + en) ITIS : Agave lechuguilla Torr. Non valide (consulté le 11 juin 2013)
- (en) World Checklist of Selected Plant Families (WCSP) : Agave lechuguilla  (consulté le 11 juin 2013)
- (en) NCBI : Agave lechuguilla (taxons inclus) (consulté le 11 juin 2013)